# Diocesi di Mesarfelta
La diocesi di Mesarfelta (in latino: Dioecesis Mesarfeltensis) è una sede soppressa e sede titolare della Chiesa cattolica.

## Storia
Mesarfelta, nell'odierna Algeria, è un'antica sede episcopale della provincia romana di Numidia.
Sono solo due i vescovi documentati di Mesarfelta. Alla conferenza di Cartagine del 411, che vide riuniti assieme i vescovi cattolici e donatisti dell'Africa romana, prese parte il donatista Bennato, che dichiarò di non avere vescovi cattolici nella sua diocesi. Gli rispose Aurelio di Macomades, che il precedente vescovo cattolico, Luciano, era morto e che non era ancora stato sostituito.
Dal 1933 Mesarfelta è annoverata tra le sedi vescovili titolari della Chiesa cattolica; dal 16 aprile 2020 il vescovo titolare è Grzegorz Suchodolski, vescovo ausiliare di Siedlce.

## Cronotassi

### Vescovi residenti
- Luciano † (? - prima di giugno 411 deceduto)
  - Bennato † (menzionato nel 411) (vescovo donatista)

### Vescovi titolari
- William Edward McManus † (11 giugno 1967 - 24 agosto 1976 nominato vescovo di Fort Wayne-South Bend)
- Louis-Albert Vachon † (4 aprile 1977 - 20 marzo 1981 nominato arcivescovo di Québec)
- Basile Tapsoba (19 dicembre 1981 - 2 luglio 1984 nominato vescovo di Koudougou)
- Joseph Paul Pierre Morissette (27 febbraio 1987 - 17 marzo 1990 nominato vescovo di Baie-Comeau)
- Michael Angelo Saltarelli † (2 giugno 1990 - 21 novembre 1995 nominato vescovo di Wilmington)
- Antonio Menegazzo, M.C.C.I. † (15 dicembre 1995 - 20 marzo 2019 deceduto)
- Grzegorz Suchodolski, dal 16 aprile 2020